# Palacio de Congresos (Madrid)
Das Palacio de Congresos de Madrid (deutsch: Madrider Kongresspalast), auch bekannt als Palacio de Congresos y Exposiciones de Madrid (deutsch: Madrider Kongress- und Ausstellungspalast), ist ein vornehmlich als Kongresszentrum verwendetes Gebäude in der spanischen Hauptstadt Madrid. Das Bauwerk befindet sich auf dem Paseo de la Castellana, unmittelbar nördlich des Geschäftsviertels AZCA und gegenüber des Estadio Santiago Bernabéu. Das rund 40.000 m² große Gebäude verfügt neben mehreren kleineren Konferenzräumen über ein Auditorium mit rund 2000 Sitzplätzen. Seit Dezember 2012 ist das Palacio de Congresos geschlossen.

## Geschichte

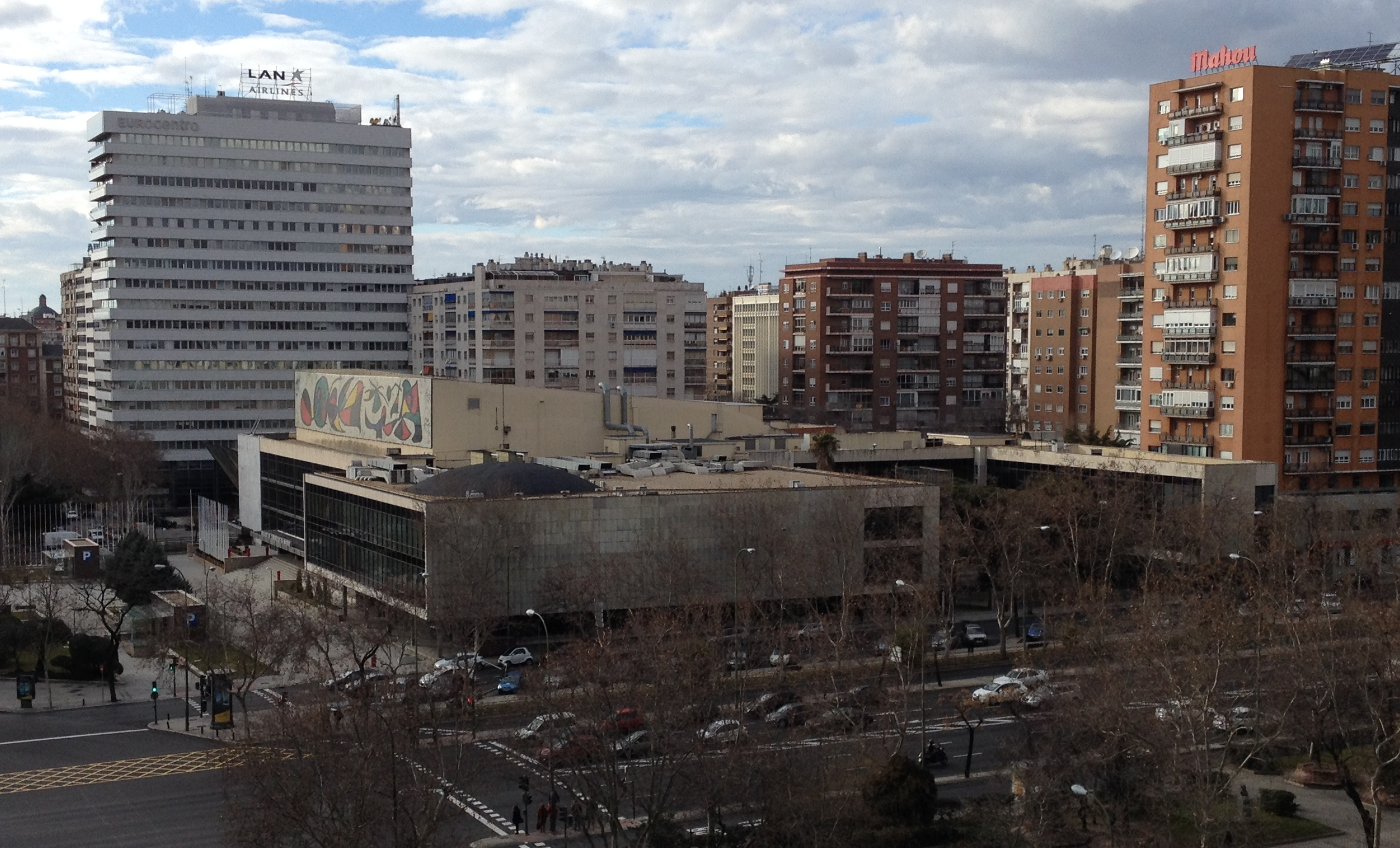
Palacio de Congresos vom Estadio Santiago Bernabéu aus gesehen.

Das Palacio de Congresos wurde im Auftrag vom spanischen Ministerium für Tourismus und nach Plänen des Architekten Pablo Pintado Riba zwischen 1965 und 1970 erbaut. Im Jahr 1972 fand das erste OTI Festival hier statt. Am 5. Oktober 1980 wurde ein vom spanischen Maler Joan Miró entworfenes und von Joan Gardy Artigas verwirklichtes Mosaik auf der Hauptfassade des Gebäudes eingeweiht. Von 1980 bis 1983 fanden die Konferenzen über Sicherheit und Zusammenarbeit in Europa im Palacio de Congresos statt. Darüber hinaus diente das Gebäude auch als Presse- und Datenzentrum für die Fußball-Weltmeisterschaft 1982. Während des Sportereignisses war das Konferenzzentrum vorübergehend mittels einer Fußgängerbrücke die den Paseo de la Castellana überquerte mit dem Estadio Santiago Bernabéu verbunden. Von 1988 bis 1995 fand die Verleihung der Goya-Filmpreise im Palacio de Congresos statt. 
Am 15. März 1995 wurde das Palacio de Congresos durch einen vorsätzlich gelegten Brand schwer beschädigt. Am 22. Dezember 2010 fand die Ziehung der traditionellen Weihnachtslotterie erstmals im Palacio de Congresos statt. Am 21. Dezember 2012 wurden bei einer Inspektion Sicherheitsmängel am Gebäude festgestellt, weshalb es geschlossen wurde. Die Madrider Stadtverwaltung hatte im Zuge der Ermittlungen der Massenpanik in der Madrid Arena, die fünf Menschen das Leben kostete, eine Überprüfung aller öffentlichen Gebäude angeordnet. Ursprünglich hätten die Reparaturarbeiten nur wenige Monate dauern sollen, doch das Kongresszentrum wurde seither nicht mehr geöffnet. Pläne das Gebäude zu renovieren und ein angebautes 17-stöckiges Hotel zu errichten, scheiterten vor dem obersten Gerichtshof von Madrid. Der Eigentümer des Bauwerks, die spanische Tourismusagentur Turespaña, plant das Palacio de Congresos wieder in Stand zu setzen und zum neuen Hauptsitz der Weltorganisation für Tourismus zu machen. Die Bauarbeiten hierfür begannen im Januar 2024 und sollen 18 Monate dauern.